# Баягіз
Баягі́з (каз. Байегіз) — село у складі Жаксинського району Акмолинської області Казахстану. Входить до складу Кизилсайського сільського округу.
Населення — 91 особа (2021; 141 у 2009, 498 у 1999, 1071 у 1989).
Національний склад станом на 1989 рік:
- росіяни — 33 %;
- українці — 26 %.